# Football League Trophy
Football League Trophy (również Johnstone's Paint Trophy lub JPT) – rozgrywki piłkarskie prowadzone systemem pucharowym i przeznaczone dla zespołów z trzeciej i czwartej ligi angielskiej (Football League One i Football League Two).
Z biegiem lat rozgrywki zmieniały swoją nazwę wielokrotnie. Nosiły nazwy:
- Associate Members Cup (1983–1984)
- Freight Rover Trophy (1984–1987)
- Sherpa Van Trophy (1987–1989)
- Leyland DAF Cup (1989–1991)
- Autoglass Trophy (1991–1994)
- Auto Windscreens Shield (1994–2000)
- LDV Vans Trophy (2000–2006)
- Johnstone's Paint Trophy (2006–2016)
- Checkatrade Trophy (2016–)

## Zwycięzcy
- 1983/84: Bournemouth
- 1984/85: Wigan Athletic
- 1985/86: Bristol City
- 1986/87: Mansfield Town
- 1987/88: Wolverhampton Wanderers
- 1988/89: Bolton Wanderers
- 1989/90: Tranmere Rovers
- 1990/91: Birmingham City
- 1991/92: Stoke City
- 1992/93: Port Vale
- 1993/94: Swansea City
- 1994/95: Birmingham City (2)
- 1995/96: Rotherham United
- 1996/97: Carlisle United
- 1997/98: Grimsby Town
- 1998/99: Wigan Athletic (2)
- 1999/00: Stoke City (2)
- 2000/01: Port Vale (2)
- 2001/02: Blackpool
- 2002/03: Bristol City (2)
- 2003/04: Blackpool (2)
- 2004/05: Wrexham
- 2005/06: Swansea City (2)
- 2006/07: Doncaster Rovers
- 2007/08: Milton Keynes Dons
- 2008/09: Luton Town
- 2009/10: Southampton
- 2010/11: Carlisle United (2)
- 2011/12: Chesterfield
- 2012/13: Crewe Alexandra
- 2013/14: Peterborough United
- 2014/15: Bristol City (3)
- 2015/16: Barnsley
- 2016/17: Coventry City
- 2017/18: Lincoln City
- 2018/19: Portsmouth

Źródło: Previous Winners Of Major Domestic Football Cup Competitions (do 2010)
Najwięcej zwycięstw (3) odniósł zespół Bristol City. Po dwa zwycięstwa w Football League Trophy odniosły zespoły Birmingham City, Blackpool, Carlisle United, Port Vale, Stoke City, Swansea City i Wigan Athletic. Najwięcej razy do finału (6) doszedł zespół Carlisle United. W sezonie 2015/2016 rozgrywki wygrała drużyna Barnsley.